# Institut de Tecnologia de la Construcció de Catalunya
L'Institut de Tecnologia de la Construcció de Catalunya (ITeC) és una fundació del sector de la construcció de Catalunya. És una entitat privada sense ànim de lucre creada el 1978 per fomentar l'estudi, la investigació i la formació permanent en el camp de la construcció. El 1991 va rebre la Placa Narcís Monturiol.